# Der Schädel des Marquis de Sade
Der Schädel des Marquis de Sade ist ein britischer Horrorfilm von Freddie Francis mit Peter Cushing, Patrick Wymark und Christopher Lee in den Hauptrollen. Der Film basiert auf der gleichnamigen Kurzgeschichte des amerikanischen Schriftstellers Robert Bloch („Psycho“), der auch am Drehbuch mitgearbeitet hatte.

## Handlung
Frankreich, Mitte der 1810er Jahre. Der ausgewiesene Phrenologe Pierre schleicht eines Nachts auf den Friedhof, um den Kopf des legendären Marquis de Sade auszugraben. Daheim kocht er diesen aus, um nur noch den Schädel in den Händen zu halten, dem er magische Kräfte zuschreibt. Ehe er sein grausiges Werk beenden kann, wird er brutal umgebracht.
Anderthalb Jahrhunderte später in London. Christopher Maitland ist ein Sammler skurriler Gegenstände und Autor okkulter Themen. Er ist wie gebannt, als ihm ein gewisser Anthony Marco, ein wenig skrupelbehafteter Trödelhändler, den De Sade’schen Schädel zum Kauf anbietet. Maitland erfährt, dass Marco das begehrte Objekt von Sir Matthew Phillips gestohlen hat, einem Freund Maitlands und wie dieser ein Sammler eigenartiger Artefakte. Sir Matthew ist über den Verlust des Schädels nicht sonderlich betrübt, schreibt er dem verfluchten Haupt de Sades doch ebenfalls magische Kräfte zu, die schon fast einem Fluch gleichkommen.
Und so warnt er Christopher Maitland vor dessen Besitz und den Kräften des Bösen, die von ihm ausgehen würden. Der Fluch des Schädels trifft denn auch prompt seinen illegitimen Vorbesitzer, den Dieb Marco, der in seiner schäbigen Unterkunft unter mysteriösen Umständen ums Leben kommt. Maitland, der ihn wegen des Verkaufsgesprächs gerade besuchen wollte, findet Marcos Leichnam und nimmt den Schädel an sich. Von nun an wird er auch von Fluch heimgesucht. Er beginnt zu halluzinieren, wird allmählich in den Wahnsinn getrieben und stirbt schließlich im Delirium.

## Produktionsnotizen
Der Film wurde am 25. August 1965 in den USA uraufgeführt. In Deutschland lief der Streifen am 29. April 1966 an, im produzierenden Großbritannien sogar erst am 4. November desselben Jahres.

## Kritiken
„Tölpelhafter Horror mit äußerst sichtbaren Drähten.“

„Gute Besetzung verleiht notwendige Unterstützung eines fragwürdigen Drehbuchs.“

„Einfältiger und langweiliger Gruselfilm.“